# Ali Hadżilu
Ali Hadżilu (pers. ‏علی حاجیلو‎, ur. 23 marca 1946) – irański zapaśnik walczący w stylu wolnym. Olimpijczyk z Monachium 1972, gdzie zajął dwunaste miejsce w kategorii 82 kg.
Wicemistrz igrzysk azjatyckich w 1970 roku. 